# Рукер (Брашов)
Рукер (рум. Rucăr) — село у повіті Брашов в Румунії. Входить до складу комуни Віштя.
Село розташоване на відстані 185 км на північний захід від Бухареста, 67 км на захід від Брашова, 139 км на південний схід від Клуж-Напоки.

## Населення
За даними перепису населення 2002 року у селі проживали 418 осіб. Усі жителі села рідною мовою назвали румунську.
Національний склад населення села:
| Національність | Кількість осіб | Відсоток |
| -------------- | -------------- | -------- |
| румуни         | 381            | 91,1%    |
| цигани         | 37             | 8,9%     |